# Anattā
V budizmu se izraz anattā (pali) ali anātman (sanskrt) nanaša na doktrino »nesebstva«, ki trdi, da pojavi nimajo nespremenljivega, trajnega sebstva, duše ali bistva. Anattā je eno izmed treh znamenj obstoja, skupaj z duḥkho (trpljenjem) in anicco (nestalnostjo).
Budistično pojmovanje anatte oz. anātmana je ena izmed temeljnih razlik med budizmom in hinduizmom, s tem da slednji verjame v obstoj ātmana (sebstva, duše).

## Etimologija
Anattā je palijska sestavljenka iz an (»ni«, »brez«) in atta (»duša«, »sebstvo«). Izraz se nanaša na osrednjo budistično doktrino, da »v ljudeh ni neke stalne, osnovne stvari, ki bi jo lahko imenovali duša.« To je ena od treh značilnosti vsega obstoja, skupaj z dukkho/duḥkho (»trpljenje«, »nezadovoljstvo«) in anicco (»nestalnost«).
Anattā je palijska sopomenka sanskrtske besede anātman (an + ātman). V nekaterih palijskih virih je za besedo ātman, ki se nahaja v vedskih besedilih, uporabljen izraz attan (»duša«). Drugotni pomen besede attan/atta je »jaz, sebstvo, bit«, ki se napaja iz brahmanskega prepričanja iz vedske dobe, da je duša stalno, nespremenljivo bistvo živega bitja ali pravega jaza.
V angleški budistični literaturi anatto prevajajo kot »ne-jaz«, vendar ta prevod ne izraža polnega pomena, navaja Peter Harvey; bolj popoln dobeseden prevod je »brez-jaza«, ker doktrina anatte že od samega začetka zanika obstoj »jaza« ali neodvisnega bistva v čemerkoli ter pravi, da je vera v obstoj »sebstva« vir dukkhe (»trpljenja, bolečine, nezadovoljstva«). Harvey pravi, da je tudi prevod »brez ega« napačen, saj je indijski pojem ātman ali atta drugačen od freudovskega pojmovanja ega.
Anattā ali anātma-vada se v budizmu imenuje tudi »doktrina odsotnosti duše ali sebstva«.

## Anattā v zgodnjih budističnih besedilih
Pojem anatte se pojavlja v številnih starodavnih Sūtrah v budističnih spisih, na primer, v Nikajah (Palijski kanon). Kot samostalnik se pojavi v Samjutta Nikaji III.141, IV.49, V.345, v Sutti II.37 v Anguttara Nikaji, II.37-45 in II.80 v Patisambhidamaggi , III.406 v Dhammapadi. Prisoten je tudi kot pridevnik, na primer v Samjutta Nikaji III.114, III.133, IV.28 in v IV.130-166, v Sutti III.66 in V.86 v Vinaji.
Včasih starodavna budistična besedila razpravljajo o atti ali attanu (»duši, jazu«) z nadomestnimi izrazi, kot so atuman, tuma, puggala, jīva, satta, pana, nāma-rūpa ter tako budistični doktrini anatte dajo kontekst. Primere takšnih kontekstualnih razprav o atti najdemo v Digha Nikaji I.186-187, Samjutta Nikaji III.179 in IV.54, Vinaji I.14, Madžhima Nikaji I.138, III.19 in III.265–271 ter v Anguttara Nikaji I.284.
Kontekstualna uporaba atte v Nikajah je dvostranska. Po eni strani neposredno zanika, da v človeku obstaja kakršnokoli sebstvo ali duša, ki je trajno bistvo človeka – tema, ki jo pogosto najdemo v brahmanskih (starohindujskih) tradicijah. Po drugi strani, na primer v Samjutta Nikaji IV.286, pa Sutta obravnava materialistični koncept »brez posmrtnega življenja ali popolnega izničenja« ob smrti, ki izvira iz predbudističnih vedskih časov, kot zanikanje sebstva, ki je klub temu še vedno »vezano na vero v obstoj jaza«. Zgodnja budistična besedila trdijo, da je predpostavka »sebstvo obstaja« napačna. Vendar, dodaja Harvey, ta besedila ne sprejemajo predpostavke, da »sebstvo ne obstaja«, ker sama formulacija predpostavlja koncept "sebstva", preden ga zanika. Namesto tega zgodnja budistična besedila uporabljajo pojem anatte kot implicitno predpostavko. Po mnenju raziskovalca Stevena Collinsa se pri doktrini anatte in »zanikanju sebstva« v kanoničnih budističnih besedilih »vztraja le v določenih teoretičnih kontekstih«, medtem ko izraze atta, purisa, puggala uporabljajo povsem naravno in svobodno v različnih okoliščinah. Razlaga doktrine anattā se pojavlja v kasnejši budistični literaturi v povezavi z besedami, kot je puggala (»stalni subjekt ali duša«).
Anattā je ena glavnih doktrin budizma, razprave o njej pa najdemo v poznejših besedilih vseh budističnih tradicij. Na primer, budistični filozof Nagardžuna (~ 200 n. št.) je obširno pisal o zavračanju metafizične entitete imeovane attā ali ātman (sebstvo, duša). V poglavju 18 v njegovem delu Mūlamadhyamakakārikā trdi, da oprijemljivo sebstvo ne obstaja in da je »Buda učil nauk o nesebstvu«. Besedila, ki jih pripisujejo Vasubandhuju iz šole jogačara, budističnemu filozofu iz 5. stoletja, podobno obravnavajo anatto kot temeljno Budovo predpostavko. Vasubandhujeve interpretacije nesebstva je izpodbijal Čandrakirti, budistični učenjak iz 7. stoletja , ki je nato ponudil lastne teorije o njenem pomenu.
Anattā je narava stvarnosti in v budizmu predstavlja eno izmed treh znamenj obstoja, skupaj z anicco (nestalnostjo) in dukkho (trpljenjem, nezadovoljstvom). Pojem najdemo v besedilih različnih budističnih tradicij, na primer v kanonskem spisu Dhammapada.

### Večnost in večna pozaba
Čeprav je v hinduizmu (ātman) in džainizmu (jīva) pojem duše samoumeven, kar je v nasprotju z budistično doktrino o nesebstvu, so vse tri religije verjele v ponovno rojstvo in na različne načine poudarjale moralno odgovornost, v nasprotju s predbudističnimi materialističnimi šolami indijske filozofije. Materialistične šole indijske filozofije, kot je na primer čarvaka, se imenujejo tudi šole večne pozabe, ker so trdile, da je smrt konec vsega, da ni onstranstva, duše, ponovnega rojstva, kot tudi karme ne in da je smrt stanje, ko je živo bitje popolnoma izničeno, raztopljeno.
Buda je kritiziral materialistični nazor večne pozabe, ki je zanikal ponovno rojstvo in karmo, navaja Damien Keown. Takšna prepričanja so neprimerna in nevarna, je dejal Buda, ker spodbujajo moralno neodgovornost in materialistični hedonizem. Anattā ne pomeni, da ne obstaja posmrtno življenje, ponovno rojstvo ali karma; budizem zato nasprotuje šolam kot je bila čarvaka. Budizem se razlikuje tudi od drugih indijskih religij, ki zagovarjajo moralno odgovornost, vendar verjamejo v večno dušo s predpostavko, da v vsakem človeku obstaja bistvo ali večna duša ter da je ta duša del narave živega bitja, obstoja in metafizične resničnosti.

### Karma, ponovno rojstvo in anattā
Buda je poudarjal tako doktrino o karmi kot o anatti.
Buda je kritiziral doktrino, ki je večno dušo postavila kot predmet in osnovo za ponovno rojstvo in za karmično moralno odgovornost, ki jo je imenoval atthikavāda. Prav tako je kritiziral materialistični nauk, ki je zanikal obstoj duše in ponovnega rojstva in s tem tudi karmično moralno odgovornost, ki jo Buda imenuje natthikavāda. Namesto tega je Buda trdil, da ni duše, obstaja pa ponovno rojstvo, za katerega je nujna karmična moralna odgovornost. V Budovem kontekstu karme sta za osvoboditev potrebna pravi pogled in pravilno delovanje.

### Razvijanje sebstva
Medtem ko Sutte kritizirajo idejo o večnem, nespremenljivem sebstvu in jih imajo za neutemeljene, dojemajo kot razsvetljeno bitje tistega, katerega empirično sebstvo je zelo razvito. To je paradoksalno, trdi Harvey, saj je »sebstvu podobno stanje nibbāne« neke vrste zrelo sebstvo, ki »vse dojema kot nesebstvo«. »Empirično sebstvo« je v budizmu citta (um/srce, miselnost, čustvena narava), razvoj sebstva v Suttah pa je razvoj te citte.
Tisti z »vélikim jazom«, trdijo zgodnje budistične Sutte, ima um, ki ni prepuščen na milost in nemilost zunanjim dražljajem, niti lastnim razpoloženjem, niti ni razpršen niti raztresen, ampak je prežet s samokontrolo in je samozadosten ter usmerjen k enemu in edinemu cilju, ki je nibbāna (in je stanje podobno sebstvu). Ta »véliki jaz« še ni arhat, ker še vedno izvaja drobna omadeževana dejanja, kar vodi do obroditve karme, vendar ima dovolj vrlin, da te karme ne izkusi v peklu.
Arhat, navaja Harvey, je na stopnji popolnoma razsvetljenega empiričnega sebstva, kjer je odsoten občutek »jaz sem« in »to sem jaz« – iluzija, ki jo je arhat prešel. Budistična teorija misli in odrešenja poudarja razvoj sebstva vse do stanja nesebstva, ne samo kar se tiče samega sebe, temveč tudi prepoznavanja odsotnosti relacijskega bistva in sebstva pri drugih, ker je »sebstvo iluzija«.

## Anattā v theravadskem budizmu
Učenjaki theravadskega budizma menijo, da je doktrina anatte ena glavnih tez budizma.
Budistično zanikanje »kakršnekoli duše ali sebstva« je tisto, po čemur se budizem razlikuje od drugih svetovnih religij, kot sta krščanstvo in hinduizem, zaradi česar je edinstven, trdi theravadska tradicija. Na doktrini anatte sloni celotna budistična struktura, pravi Njanatiloka.
Vpogled v poučevanje anatte ima dva glavna poudarka v intelektualni in duhovni izobrazbi posameznika, ko napreduje po poti. Prvi del tega vpogleda je izogibanje sakkayaditthi (veri v obstoj osebnosti), ki preoblikuje »občutek osebnosti, ki ga pridobimo preko introspekcije, in telesno individualnost« v teoretično vero v sebstvo. »Vera v (resnično) obstoječe telo« se šteje za napačno prepričanje in je del desetih spon, iz katerih se mora posameznik postopoma osvoboditi. Drugi poudarek je psihološka realizacija anatte ali izguba »ponosa« ali »domišljavosti«. To, navaja Collins, je razloženo kot napuh asmimane ali umskega konstruktai »jaz sem«; (...) to, na kar se sklicuje ta »domišljavost«, je dejstvo, da se morajo za nerazsvetljenega človeka vse izkušnje in dejanja nujno pojaviti fenomenološko, kot da se dogajajo ali izvirajo iz »jaza«. Ko budist doseže višjo stopnjo razsvetljenja, je manj tudi sakkayaditthija. Končno razsvetljenje je izginotje tega samodejnega, a iluzornega »jaza« ali »sebstva«.
Theravadska tradicija že dolgo meni, da je razumevanje in aplikacija doktrine anattā zapleten nauk, za katerega »velja, da je osebna, introjekcijska uporaba mogoča le za strokovnjake, za menihe«. Tradicija, trdi Collins, »je močno vztrajala pri anatti kot doktrinarnem stališču«, v praksi pa verjetno nima velike vloge v vsakdanjem verskem življenju večine budistov. Sutte doktrino predstavljajo v treh oblikah: 1) doktrino »nesebstva, neidentitete« uporabljajo za vse pojave, kot tudi za vse predmete, kar ustvari predstavo, da »so vse stvari brez sebstva« (sabbe dhamma anattā); 2) Sutte uporabljajo to doktrino za zanikanje sebstva katerekoli osebe in menijo, da so trditve, kot so »to je moje, to sem, to sem jaz« (etam mamam eso 'ham asmi, eso me atta ti), znak domišljavosti; 3) theravadska besedila uporabljajo doktrino kot imensko referenco za prepoznavanje primerov »sebstva« in »nesebstva«, oziroma napačnega in pravega nazora/pogleda; ta tretji primer imenske rabe se prevaja kot »sebstvo« (kot identiteta) in ni povezan z "dušo", pravi Collins. Prvi dve uporabi pridružujeta zamisel o duši. Theravadski nauk o anatti je za menihe navdih za meditativne prakse. Laične theravadske budiste v jugovzhodni Aziji pa predvsem doktrine o kammi, ponovnem rojstvu in punni (zaslugah) spodbudijo k širokemu naboru obredov in k etičnemu vedenju. V theravadski tradiciji je doktrina anatte ključnega pomena za pojem nirvane (nibbana). Osvobojeno stanje nirvane je hkrati stanje anatte, stanje ki ni niti splošno uporabno, niti ga ni mogoče razložiti, a ga je mogoče spoznati.

### Nesoglasja
Nesoglasja o doktrinah sebstva in nesebstva so se nadaljevala skozi zgodovino budizma. Po mnenju Bronkhorsta je možno, da »izvorni budizem ni zanikal obstoja duše«, čeprav neomajno budistično izročilo zatrjuje, da se je Buda izogibal pogovorom o duši ali da je celo zanikal njen obstoj. Francoski verski pisatelj André Migot tudi navaja, da izvorni budizem morda ni učil popolne odsotnosti sebstva, pri čemer se sklicuje na dokaze, ki sta jih predstavila budistična palijska učenjaka Jean Przyluski in Caroline Rhys Davids, ki trdita, da je zgodnji budizem na splošno verjel v obstoj sebstva, zaradi česar budistične šole, ki so priznavale obstoj sebstva, niso bile heretične, temveč konzervativne in so upoštevale starodavna prepričanja. Čeprav je lahko v zgodnji budistični literaturi prisotna dvoumnost pri obstoju ali neobstoju sebstva, Bronkhorst predlaga tezo, da ta besedila jasno kažejo, da budistična pot osvoboditve ni v iskanju samospoznanja, temveč v odmiku od tega, kar bi lahko napačno obravnavali kot sebstvo. To je obratno stališče, kot ga imajo vedske tradicije, ki zagovarjajo, da je »glavno sredstvo razsvetljenja« spoznanje ātmana.
Na primer, nekateri moderni budistični učenjaki tajskega theravadskega budizma trdijo, da je »nirvana pravo sebstvo«, medtem ko se drugi tajski budisti s tem ne strinjajo. Na primer, tajsko gibanje Dhammakaya uči, da je napačno vključevati nirvano v rubriko anatte (nesebstva); namesto tega učijo, da je nirvana »pravi jaz« ali dhammakaya. Gibanje Dhammakaya, ki uči, da je nirvana attā/ātman ali pravo sebstvo, je priznani budistični učenjak in menih, Prajudh Pajutto, leta 1994 kritizirali kot heretično in dodal, da je »Buda učil, da je nibbana stanje nesebstva«. Opat enega največjih templjev gibanja Dhammakaya, Luang Por Sermčai, trdi, da so običajno učenjaki tisti, ki so pristaši stališča absolutnega nesebstva, ne pa za budistični praktiki meditacije. V bran svojim trditvam se sklicuje na izkušnje uglednih gozdnih menihov puščavnikov, kot sta Luang Pu Sodh in Adžahn Mun. Podobne razlage o »pravem sebstvu« je leta 1939 predstavil že 12. tajski vrhovni patriarh. Po Williamsovem mnenju interpretacije vrhovnega patriarha spominjajo na tathāgatagarbha Sutre.
Tudi nekaj pomembnih učiteljev tajske gozdne tradicije je opisovalo ideje, ki se zdijo v nasprotju z absolutnim nesebstvom. Adžahn Maha Bua, znani mojster meditacije, je citto (um) opisal kot neuničljivo resničnost, ki ne spada k anatti. Izjavil je, da je nesebstvo zgolj zaznava, ki se uporablja za odvračanje od zaverovanosti v pojem sebstva, in da potrebno opustiti tudi nesebstvo, ko ta zaverovanost mine. Ameriški menih Thanissaro Bhikkhu iz tajske gozdne tradicije opisuje Budove izjave o nesebstvu kot pot do prebujenja, ne pa kot univerzalno resnico. Thanissaro navaja, da je Buda namerno vprašanje o obstoju sebstva označil kot neuporabno; v nadaljevanju Thanissaro besedno zvezo "sebstvo ne obstaja" okliče za »dedka lažnih budističnih citatov«. Thanissaro tudi poudarja, da bi oklepanje ideje o neobstoju sebstva dejansko preprečilo razsvetljenje. Menih Bhikkhu Bodhi se je odzval na izjavo Thanissara in mu napisal repliko: »Razlog, da nauk o anatti lahko služi kot strategija za odrešitev, tiči ravno v tem, da služi za odpravo napačnih predstav o naravi biti, torej za odpravo ontološke napake.«
Budistična učenjaka Richard Gombrich in Alexander Wynne trdita, da Budovi opisi nesebstva v zgodnjih budističnih besedilih ne zanikajo obstoj sebstva. Gethin trdi, da se anattā pogosto napačno prevaja kot »brez sebstva«, v resnici pa pomeni »ni sebstvo«. Wynne trdi, da zgodnja budistična besedila, kot je Anattalakkhana Sutta, ne zanikajo obstoj sebstva in navaja, da pet agregatov, ki jih razlagajo kot nesebstvo, niso opisi ustroja človeškega bitja, temveč človeške izkušnje. Wynne in Gombrich trdita, da so bile Budove izjave o anatti prvotno mišljene kot nauk o »ne-sebstvu«, ki se je v poznejši budistični misli razvil v »odsotnost sebstva«. Thanissaro Bhikkhu kot glavni vzrok nesoglasja omenja Ananda Sutto (SN 44.10), kjer Buda molči, ko ga vprašajo, ali obstaja »sebstvo« ali ne.

## Anātman v mahajanskem budizmu
Različne mahajanske šole budizma nesebstvo (san. anātman; pli. anattā; kit. 無 我; pinjin: wúwǒ; jap. 我muga; kor. 무아 mu-a) razumejo na mnogo različnih načinov.
Nagarjuna, ustanovitelj mahajanske šole madhyamaka (srednja pot), je dharmo najprej analiziral kot dejavnike izkušenj. Opazoval je, kako se te izkušnje povezujejo z »ujetostjo v samsaro in s svobodo, z dejanjem in posledico« in nato analizirali pojem sebstva (attā, ātman).
Nagarjuna je trdil, da je pojem sebstva povezan s pojmovanjem lastne identitete in s povezanimi idejami, ko so ponos, sebičnost in občutek psihofizične osebnosti. To vse je varljivo in v njegovi filozofiji madhjamake vodi v ujetost. Nekdo, ki priznava doktrino anātmana in zanika neodvisen obstoj sebstva, kar je občutek osebne identitete posameznika, drugih ali česarkoli, ne more biti ponosen ali posedovalen, navaja Nagardžuna. Poleg tega se oseba, ki sprejme śūnyato (praznino), izogne vsem obsesijam. Nagarjuna je zanikal obstoj česarkoli, kar se imenuje »narava sebstva« ali »narava drugih«, in poudarja, da je resnično znanje razumevanje praznine. Vsakdo, ki se še ni ločil od vere v sebstvo, v osebnost samega sebe ali drugih, je v stanju nevednosti (avidyā) in je ujet v krog ponovnega rojstva in ponovnega umiranja.
Besedila zgodnjega mahajanskega budizma povezujejo razpravo o praznini z anātmanom in nirvano na tri načine: 1) preko praktičnega pristopa meditativnega stanja praznine; 2) preko glavnega občutka anātmana v smislu »nič na svetu nima sebstva« in 3) preko končnega občutka nirvane ali spoznana praznine in s tem konca ponovnih ciklov trpljenja. Doktrina anātmana je drug vidik śūnyate, njeno uresničenje je stanje nirvane konec cikla ponovnih rojstev.

### Buda kot pravo sebstvo v Tathāgatagarbha Sūtrah
Nekatera budistična besedila iz 1. tisočletja n. št. obravnavajo pojme, ki so bili sporni, ker nakazujejo na »sebstvu podoben« koncept. Na primer, pri Tathāgatagarbha Sūtrah že sam naslov pomeni »maternico, matrico« ali »seme (garbha), ki vsebuje budo (tathāgata)«. Te Sutre namigujejo, da »vsa čuteča bitja vsebujejo tathāgato« v obliki »bistva, jedra ali temeljne notranje narave«. Nauk o tathāgatagarbhi se je verjetno pojavil najkasneje v drugi polovici 3. stol. n. št. in ga je mogoče preveriti v kitajskih prevodih iz 1. tisočletja n. št. Večina učenjakov meni, da je doktrina tathāgatagarbha »temeljne narave« vsakega živega bitja enakovredna »sebstvu«, in je v nasprotju z doktrine anātmana v večini budističnih besedil, zato učenjaki sklepajo, da so Tathāgatagarbha Sūtre nastale kot promocija budizma za nebudiste.
Mahāyāna Mahāparinirvāṇa Sūtra izrecno trdi, da je Buda uporabil izraz »sebstvo«, da bi pridobil na svojo stran nebudistične askete. Ratnagotravibhāga (ali Uttaratantra), drugo besedilo, ki je bilo napisano v prvi polovici 1. tisočletja n. št. in prevedeno v kitajščino leta 511 n. št., poudarja, da je namen nauka doktrine tathāgatagarbha prepričati čuteča bitja, da opustijo »ljubezen do sebe«. (ātma-sneha), ki jo budizem obravnava kot napako. V kitajskem prevodu Tathagatagarbhe iz 6. stoletja piše, da »ima Buda šiuo (»pravi jaz«), ki presega bivanje in nebivanje«. Ratnagotravibhāga pa trdi, da je »sebstvo«, ki ga omenja doktrina tathāgatagarbha, dejansko »nesebstvo«.
Po mnenju nekaterih učenjakov budova narava, o kateri govorijo te Sutre, ne predstavlja neke psihološke strukture sebstva, temveč je pozitiven izraz za śūnyato (»praznino«) in predstavlja potencial za uresničitev budovstva s pomočjo raznih budističnih praks. Drugi učenjaki menijo, da je v gradivu tathāgatagarbhe mogoče zaznati nagnjenost k monizmu. Zimmermann v Tathāgatagarbha Sūtri vidi pojem neumrljivega in večnega jaza; ob tem trdi tudi, da je »obstoj večnega, neumrljivega jaza (budovstva) vsekakor osnovni smisel Tathāgatagarbha Sūtre«. Pravi tudi, da v tej Sutri ni očitnega zanimanja za idejo o praznini. Williams navaja, da je »sebstvo« v Tathāgatagarbha Sūtrah pravzaprav »nesebstvo« in ni niti enako niti primerljivo s hindujskima pojmoma brahmana in ātmana.

## Anātman v vadžrajanskem budizmu
Doktrino anātmana vadžrajana obravnava dokaj obširno in delno navdihuje tudi njene obredne prakse. Tibetanske izraze, kot je bdag med, prevajajo kot »brez jaza«, »nebistven« in »anātman«. Te razprave, trdijo, da »trajno, enotno in neodvisno sebstvo ne obstaja« ter te ideje pripisujejo Budi.
Obredne prakse budizma vadžrajana uporabljajo pojem božanstev za prekinitev oklepanja sebstva, ki se nato preoblikuje v očiščeno, razsvetljeno božanstvo, kot del vadžrajana poti do osvoboditve od ponovnih rojstev. Eno takšnih božanstev je boginja Nairatmja (dobesedno, »neduša« ali »nesebstvo«). Miranda Shaw pravi, da ta boginja v vadžrajani simbolizira, da »je sebstvo iluzija« in da »nobeno bitje in pojavna oblika nima trajnega sebstva ali bistva«.

## Razlika med budizmom in hinduizmom
Anātman je osrednja doktrina budizma. Označuje eno glavnih razlik med budizmom in hinduizmom. Skladno z budistično doktrino anātmana v jedru vseh ljudi in živih bitij ne obstaja nič »večnega, esencialnega in absolutnega, čemur bi rekli duša, jaz ali ātman«. Budizem že od samega začetka v svojih temeljnih filozofskih in ontoloških besedilih zanika obstoj »sebstva« ali »duše«. V temah odrešitve budizem nirvano opredeli kot tisto blaženo stanje, ko človek med drugim ugotovi, da nima »sebstva« ali »duše«.
Tradicije hinduizma verjamejo v ātmana. Predbudistične hindujske Upanišade trdijo, da obstaja stalni ātman in da je končna metafizična resničnost. Ta občutek sebstva je v Brihadaranjaka Upanišadi 1.4.1 izražen kot »jaz sem«, navaja Peter Harvey, ko pred začetkom vesolja še ni bilo ničesar. Upanišadski spisi trdijo, da je ta duša ali sebstvo temelj celotnega sveta. V jedru vseh človeških bitij in živih bitij, trdijo hindujske tradicije, obstaja »nekaj večnega, najbolj bistvenega in absolutnega, čemur pravimo duša, jaz, ātman.« V raznih šolah hinduizma obstajajo razlike v pogledu na to, ali so duše ločene, ali obstaja vrhovna duša ali Bog, ali je narava ātmana dualistična ali nedualistična in kako doseči mokṣo (odrešitev). Kljub njihovim notranjim razlikam pa je ena od temeljnih predpostavk hinduizma ta, da »duša ali jaz obstaja« in da se pri iskanju tega sebstva, spoznavanju sebstva in samouresničevanju pojavi blaženost.
Medtem ko so Upanišade priznavale, da mnoge stvari nimajo jaza, so menile, da je mogoče najti resničen, pravi jaz. Zagovarjale so, da bo, ko to sebstvo prepoznamo kot enako brahmanu, osnovi vsega, to privede do odrešitve. V budističnih Suttah pa je dobesedno v vsem odsotno sebstvo, celo v nirvani. Ko to prepoznamo, sledi osvoboditev (nirvana), ki jo dosežemo s popolno nenavezanostjo. Tako Upanišade kot budistične Sutte v marsičem vidijo odsotnost sebstva, toda Sutte to dejansko aplicirajo pri vsem.— Peter Harvey, An Introduction to Buddhism: Teachings, History and Practices
Tako budizem kot hinduizem ločujeta z egom povezano izkustvo »jaz sem; to je moje« od njunih abstraktnih doktrin anātmana in ātmana. To, pravi Peter Harvey, je morda vpliv budizma na hinduizem.

### Anātman in nirātman
Izraz nirātman se  v hindujski Maitrāyaṇīya Upaniṣadi pojavlja, na primer, v verzih 6.20, 6.21 in 7.4. Nirātman dobesedno pomeni »brez sebstva«. Koncept nirātmana so razlagali kot analogen anātmanu v budizmu, vendar so si ontološki nauki različni. V Maitrajanija Upanišadi, kot pravi Thomas Wood, uporabljajo številne pozitivne in negativne opise različnih stanj, kot sta na primer nirātman in sarvasyātman (sebstvo vsega), za razlago nedualističnega pojma »najvišjega sebstva«. V Ramatirthi, pravi Paul Deussen, se razprava o stanju nirātmana nanaša na ukinitev prepoznavanja sebstva kot individualne duše in na doseganje zavesti univerzalne duše ali metafizičnega brahmana.

## Podobnost s pironizmom
Grški filozof Piron je v Indijo odpotoval kot spremstvo Aleksandra Velikega, kjer so nanj vplivali indijski gimnosofisti (goli filozofi), ki so ga navdihnili, da je osnoval skeptično filozofijo pironizma. Filolog Christopher Beckwith je pokazal, da je Piron svojo filozofijo temeljil na lastnem prevodu treh znamenj obstoja v grščino in da beseda adiafora (ki ni logično ločljiv; ni jasno določljiv; ki zanika Aristotelovo uporabo besede diafora) odraža Pironovo razumevanje budističnega pojma anatte.